# Fujii Reitarō
Fujii Reitarō (japanisch 藤井令太郎; geboren 18. September 1913 in Nagano; gestorben 25. Juni 1980 in Mitaka (Präfektur Tokio)) war ein japanischer Maler im Yōga-Stil.

## Leben und Wirken
Fujii Reitarō machte 1937 seinen Abschluss in der Abteilung für Ölmalerei an der „Tōkyō bijutsu gakkō“ (東京美術学校), einer der Vorläufereinrichtungen der heutigen Universität der Künste Tokio. Während seines Studiums gründete er die Gruppe „JAN“ (青年美術家集団, Seinen bijutsu shūdan).
Nach dem  Zweiten Weltkrieg stellte Fujii 1953 auf der 30. Ausstellung der Shun’yōkai „Kowareta isu“ (壊れた椅子) – „Zerbrochener Stuhl“ und zwei weitere Werke aus, für die er mit dem Preis der Shun’yōkai ausgezeichnet wurde. Im folgenden Jahr wurde er Mitglied der Shun’yōkai. 1954 stellte er auf er 1. Ausstellung der (現代日本美術展) (椅子と影), (壁と椅子) und 1955 auf der 3. Ausstellung „Nihon kokusai bijutsu ten“ (日本国際美術展) die Werke „Fuantei-na isu“ (不安定な椅子) – „Instabiler Stuhl“ und „Kofūna isu“ (古風な椅子) –„Altertümlicher Stuhl“.
1957 erhielt er auf der 4. Ausstellung „Nihon kokusai bijutsu ten“ für „Akkado no isu“(アッカドの椅子) – „Ein Stuhl aus Akkad“ den Nachwuchs-Preis für des Kamakura-Museums (鎌倉近代美術館賞新人賞), also für eins seiner zahlreichen Stuhl-Themen. 1957 konnte er in der Lobby der Hibiya-Bibliothek in Tokio (日比谷図書館) eine Wand gestalten.
Seit 1955 wirkte Fujii als Professor an der „Musashino bijutsu daigaku“ (武蔵野美術大学). 1960 unternahm er eine Reise nach Europa. 1977 wurde er mit zum Mitglied des Auswahlkomitees des „Yasui-Preises“ (安井賞選考委員, Yasui-shō senkō) ernannt.
Zu den wichtigen Werken Fujiis zählen neben dem „Stuhl aus Akkad“, dem „Zerbrochener Stuhl“ auch „Donkihōte“ (ドンキホーテ) „Don Quijote“ und „Pierotachi“ (ピエロ達) – „Pierrots“. Sein Werk ist gekennzeichnet zunächst durch Fauvismus, dann durch Kubismus und Surrealismus. Er zog sich in seine Heimat Nagano zurück und begann die Reihe der Stuhlbilder. Seine Bilder sind geprägt durch einen robusten Pinselstrich und einer soliden Bildkomposition.